# Dubianella podanyi
Dubianella podanyi là một loài bọ cánh cứng trong họ Cerambycidae.